# Mission San Francisco Solano
La Mission San Francisco Solano de Sonoma (aujourd'hui connue sous le nom plus simple de Mission San Francisco Solano) a été fondée le 4 juillet 1823 par le Père José Altamira. Située à Sonoma, elle fut la vingt-et-unième et dernière des missions espagnoles de Californie, donc la plus septentrionale. 
Son nom est un hommage à saint François Solano, missionnaire envoyés convertir les Amérindiens du Pérou; et ne devait au départ être qu'une sub-mission d'aide à la Mission San Rafael Arcángel.